# Hey Nineteen
Singles de Steely Dan
Josie
(1978) Time Out of Mind
(1981)
Hey Nineteen est une chanson du groupe américain Steely Dan, écrite par Walter Becker et Donald Fagen et parue sur leur album Gaucho. Elle est sortie comme premier single de l'album.

## Contexte et contenu
La chanson traite de « la déception d'un homme d'âge moyen face à une jeune amoureuse ».
Le site AllMusic, note que la chanson traite d'« un hipster vieillissant qui tente de draguer une fille si jeune qu'elle ne reconnaît pas « 'Retha Franklin » qui passe à la radio ». La chanson se termine par la phrase ambiguë « The Cuervo Gold, the fine Colombian, make tonight a wonderful thing » (« Le Cuervo Gold, le colombien raffiné, font de ce soir une chose merveilleuse »), laissant l'auditeur décider si le narrateur consomme de la tequila et de la drogue avec son amoureuse ou s'il est en fait seul,.
La face B est une version live inédite de 1974 de la chanson Bodhisattva — parue à l'origine sur l'album Countdown to Ecstasy (1974) —, enregistrée au Santa Monica Civic Auditorium, en présence notamment d'un animateur ivre, Jerome Aniton.

## Accueil commercial
Hey Nineteen atteint la 10e place du Billboard Hot 100 au début de 1981, la 11e place du classement Adult Contemporary et la 68e place du classement Hot Soul Singles. Avec une durée de 19 semaines, Hey Nineteen est à égalité avec Peg et Rikki Don't Lose That Number pour être leur chanson la plus longtemps classée dans le Hot 100.

## Crédits
- Donald Fagen – chant, piano électrique, synthétiseur
- Rick Marotta – batterie
- Walter Becker – guitare basse, guitare
- Hugh McCracken – guitare
- Victor Feldman, Steve Gadd – percussion
- Frank Floyd, Zack Sanders – chœurs

## Classements
| Classement (1980–1981)          | Meilleure position |
| ------------------------------- | ------------------ |
| Australie (Kent Music Report)   | 48                 |
| Canada (Top Singles)            | 3                  |
| États-Unis (Hot 100)            | 10                 |
| États-Unis (Adult Contemporary) | 11                 |
| États-Unis (Hot Soul Singles)   | 68                 |
| États-Unis (Cash Box Top 100)   | 10                 |
| Nouvelle-Zélande (RMNZ)         | 19                 |

| Classement (1981)             | Position |
| ----------------------------- | -------- |
| Canada (Top Singles)          | 25       |
| États-Unis (Hot 100)          | 72       |
| États-Unis (Cash Box Top 100) | 80       |